# Кулебакский металлургический завод
Кулебакский металлургический завод (до 1928 года — Кулебакский горный завод, с 2005 года — металлургическая компания «Русполимет») — металлургическое предприятие основанное в 1866 году. Одно из старейших отраслевых предприятий России.
Находится в городе Кулебаки Нижегородской области.
Предприятие специализируется на сталеплавильном,сортопрокатном и кольцепрокатном производстве. Мартеновское производство остановлено в 2011 году. При этом кольцепрокатное производство Кулебакского завода является одним из крупнейших в мире.

## История
Предприятие основано как Кулебакский горный завод местным помещиком, владельцем села Кулебаки, коллежским асессором Н. Г. Фёдоровым. 19 мая 1861 года Департаментом горных и соляных дел Московского Горного Управления Министерства финансов выдано разрешение на добычу Н. Г. Фёдоровым железной руды в окрестностях Кулебак, в 1866 году запущена первая доменная печь, и этот момент считается датой основания завода.

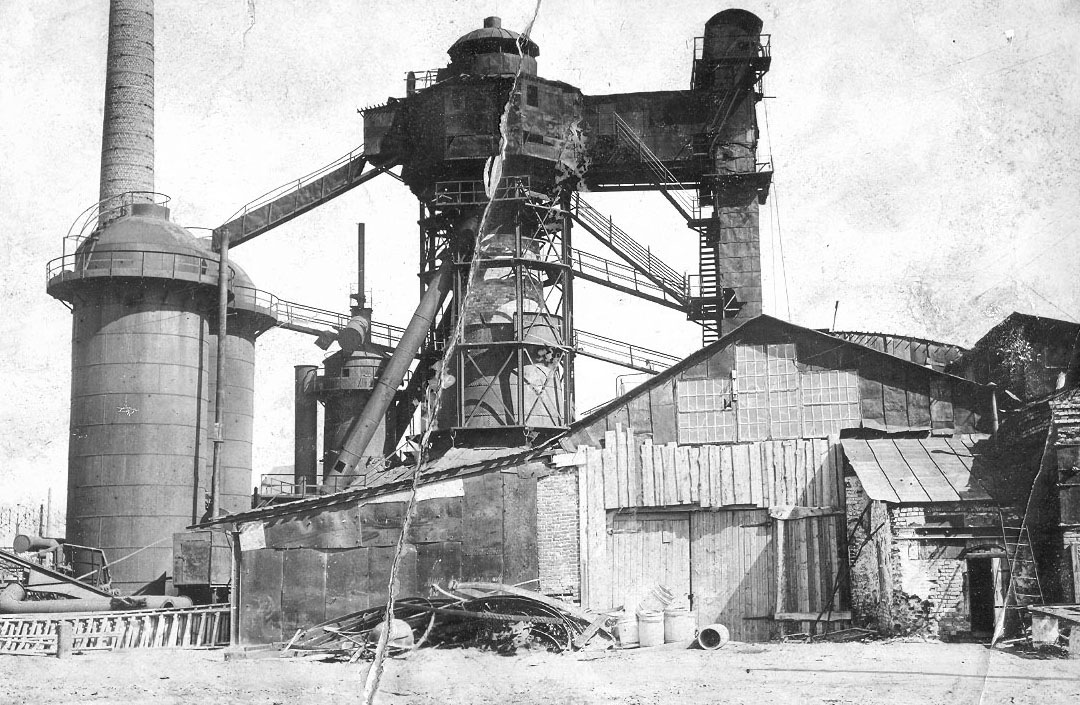
1890 — построена четвёртая доменная печь

В 1867 году завод арендован английской компанией, владеющей Выксунскими заводами. В 1869 году арендаторы вернули завод Н.Г.Фёдорову. В 1872 году завод продан «Обществу Коломенского машиностроительного завода» во главе с братьями Амандом и Густавом Струве. С 1874 года начата разработка торфяных месторождений для нужд завода. В 1875 году пущен первый сортопрокатный стан, построены 4 пудлинговые печи, (работавшие до 1894 года). В 1877 году построена и пущена в эксплуатацию одна из первых в России мартеновская печь (к 1897 году в заводе уже работало 5 печей), начал действовать первый в России бандажепрокатный цех. 
В 1877 году завод выстраивает больницу и школу, а в 1878 году учреждает Общество потребителей при Кулебакском горном заводе. На Всероссийской художественно-промышленной выставке 1882 года Кулебакский завод был удостоен права изображения Государственного герба на своей продукции.
В 1887 году на территории Кулебакского горного завода организована листопрокатная фабрика. В 1890 году построена четвёртая доменная печь. В 1894 году Первым Обществом подъездных путей построена железная дорога протяженностью 30 вёрст, переданная Кулебакскому заводу в аренду. К 1904 году протяженность пути составляла 66 вёрст. В 1900 году построена новая домна вместо четырёх старых.
На Всероссийской выставке в Нижнем Новгороде 1896 года завод награжден повторением права изображения Государственного герба на своей продукции, а также предприятие было удостоено ряда наград в других номинациях.
В 1897 году Кулебакский завод завершает строительство православного храма во Имя Святителя Николая Чудотворца.
В 1900 году Кулебакский горный завод удостоен Золотой медали на Всемирной выставке в Париже в разделе «Учреждения для умственного и нравственного развития рабочих» в номинации за «Социальную экономию, гигиену и общественное призрение».
С 1909 года стал именоваться Кулебакский чугуноплавильный, чугунолитейный, железо-стале-делательный завод Общества Коломенского машиностроительного завода.
К этому моменту завод становится вторым по объёму производства среди предприятий Нижегородской губернии и вторым в России по выпуску литья и проката. В 1907 году построена судоверфь возле села Липня, (ныне Навашинский судостроительный завод). В 1911 году всё оборудование сортопрокатного цеха демонтируется и устанавливаются два мощных стана «500» и «750» (с последующей модернизацией действующий по настоящее время).
В 1913 году Кулебакский горный завод вошел в трест Сормово-Коломна.
В 1907—1917 годах директором завода был Пётр Михайлович Вавилов, который в 1923 году, во время разрухи и нехватки топлива, первым разработал и осуществил выплавку чугуна на одном сыром торфе.
В 1917—1920 годах на заводе работал архитектор Александр Яковлев, разработавший для завода проекты гостиницы, рабочего посёлка, общественной бани и нескольких хозяйственных построек.
Постановлением ВСНХ, опубликованным 30 июня 1918 г., Кулебакский горный завод был национализирован. С ноября 1918 года Кулебакский горный завод передан в ведение ГОМЗА Отдела металла ВСНХ.
В 1925 году прокатан миллионный бандаж, в том же году полностью прекращено доменное производство. В 1928 году предприятие переименовано в «Кулебакский металлургический завод». В 1934 году заводу присвоено имя Сергея Кирова. В 1936 году прокатан двухмиллионный бандаж.
Кулебакский завод с судоверфью входил в число предприятий, работающих на оборону (постановление СТО № 158 от 1.07.1925г.)
В 1940—1946 годы осуществлено строительство и пуск в эксплуатацию термического цеха. В годы Великой Отечественной войны завод под переходит на выпуск брони и сборку корпусов лёгких танков, выпуск корабельной брони. С 1947 года Кулебакский металлургический завод им. С.М. Кирова – переведен в  ведение Минтрансмаша. В 1948 году предприятием впервые в СССР освоен выпуск литых якорных цепей. В 1950 году организован выпуск запасных частей к тракторам. С 1953 года – основной поставщик кольцевых заготовок из высоколегированных сталей для авиакосмической и судостроительной промышленности.
С 1965 года завод переходит в ведение Министерства авиационной промышленности СССР.
В 1966 году завод награждён дипломом ВДНХ за выпуск бобовых жаток, а также Орденом Трудового Красного Знамени за досрочное выполнение семилетнего плана по развитию чёрной металлургии и в связи со столетием предприятия.
В 1986 году пущен в эксплуатацию цех кольцевых заготовок с оборудованием кольцепрокатной линии Banning.
В декабре 1992 года завод акционирован и преобразован в АООТ, с мая 1996 года преобразован в ОАО «КМЗ». 
В 1997 году завод был на грани банкротства, но потом восстановил рентабельность, входил в холдинг НПО «Авиатехнология».
В 2004 году была осуществлена попытка рейдерского захвата предприятия. В 2005 году создано ОАО «Русполимет» путём слияния ОАО КМЗ и ЗАО ККПЗ (кольцепрокатный завод).
В 2006 году подписано десятилетнее соглашение о поставке колец для авиадвигателей для канадского подразделения двигателестроительной фирмы Pratt & Whitney. Суть контракта заключалась в поставке первой партии колец на сумму около 1 млн долларов в течение 2006 года.
В 2010 году запущен в эксплуатацию самый мощный в России кольцепрокатный стан фирмы SMS Meer, в том же году подписано соглашение с Danieli о строительстве микрометаллургического завода по технологии непрерывной разливки-прокатки, в 2013 году сообщалось о срыве сроков поставки оборудования Danieli.
В декабре 2011 года полностью остановлены мартеновские печи и запущен новый сталеплавильный комплекс. 

## Директора
1872 - 1874 - директор Рузецкий
1874 - 1876 - директор Л.А.Труцковский
1876 - 1885 - директор И.А. Бессер
1885 - 1900 - директор К.И.Рейнер
1900 - 1903 - директор Диттер
1903 - 1906 - директор П.А.Голубев
1907 - 1917 - директор П.М.Вавилов
1917 - директор Ю. Бутлеров, З. Збройский
1917 - 1919 - директор Н.Л.Мануйлов
1919 - директор В.А.Слепов
1919 - 1920 - директор Н.Н.Семенов
1921 - 1924 - директор В.А.Зиновьев
1924 - 1928 - директор С.И. Ярославцев
1928 - 1930 - директор Р.С.Семенов
1930 - 1932 - директор А.П. Смирнов
1932 - 1933 - директор Н.Г. Ольховский
1933 - 1937 - директор В.Н. Мазурин
1937 - директор Д.В. Порхачев
1937 - 1938 - директор С.К. Рабинович
1938 - 1940 - директор А.А. Байчер
1940 - 1945 - директор И.Ф. Скиба
1945 - 1957 - директор А.А. Боровиков
1958 - 1960 - директор С.Д. Нестеров
1961 - 1983 - директор А.Я. Рабинович
1983 - 1997 - директор Ю.В. Захаров
1997 - 2005 - генеральный директор Н.М.Рябыкин
2005 - 2008 - генеральный директор А.В.Конюхов
2008 - генеральный директор О.Н.Кутепов
2008 - 2012 - генеральный директор Ю.В.Луканин
2012 - 2014 - генеральный директор В.В.Клочай
2014 - 2015 - генеральный директор Н.Б. Скорохватов
С 2015 по настоящее время генеральный директор - М.В.Клочай

## Узкоколейная дорога
Узкоколейная железная дорога Кулебакского металлургического завода до 2018 года являлась одной из старейших в России.
К началу 1970-х годов линии узкоколейной железной дороги за пределами города Кулебаки были разобраны. Добыча торфа в окрестностях Кулебак прекратилась, вывозка леса стала осуществляться автомобильным транспортом, для вывоза доломита из Гремячево в качестве замены узкоколейной железной дороги была проложена линия широкой колеи от станции Мухтолово. С 1970-х годов по сегодняшний день узкоколейная железная дорога обеспечивала лишь технологические межцеховые перевозки Кулебакского металлургического завода.